# X-Men: Evolution
X-Men: Evolution (Hombres-X: Evolución en Hispanoamérica y X-Men en España) es una serie animada basada en los X-Men, estrenada en Estados Unidos durante noviembre del 2000. Su lanzamiento es contemporáneo a la película X-Men y reformula en gran medida la concepción tradicional del grupo, ya que muchos de sus personajes fueron rediseñados como adolescentes que van a la secundaria. La serie se estrenó en Hispanoamérica por Cartoon Network el 3 de diciembre de 2001. Fue producida por Boyd Kirkland (productor de diversos episodios de Batman: la serie animada) y Michael Wolf (productor ejecutivo de Padre de familia).
X-Men: Evolution llegó a su fin cuando el último episodio se estrenó en octubre de 2003, habiendo completado un total de 52 episodios divididos en 4 temporadas.

## Argumento

### Primera temporada
La primera temporada presenta a los personajes principales y sienta las bases para futuras líneas de la historia. El Profesor X, Jean Grey, Cíclope, Tormenta (Storm en inglés) y Wolverine conforman los X-Men originales. A medida que se desarrolla la temporada, las filas de los X-Men se van reforzando desde el primer capítulo por la llegada de Nightcrawler. Posteriormente aparecen Shadowcat en el segundo capítulo, Rogue en el tercer capítulo (aunque ella originalmente forma parte de La Hermandad en el cuarto capítulo), y Spyke (Espinas en Latinoamérica) en el quinto capítulo. En los capítulos posteriores, Rogue cambia de bando para unirse a los X-Men, el medio hermano de Xavier, Juggernaut (Destructor o Leviatán en Latinoamérica), es liberado de su prisión, Nightcrawler descubre la identidad de su madre biológica, y Wolverine encuentra respuestas a su pasado.
Los enfrentamientos son típicamente con La Hermandad que compiten por nuevos reclutas contra los X-Men en el transcurso de la temporada. Al principio solo hay tres miembros, Sapo (Toad en inglés), Mystique y otro mutante de identidad anónima, luego se suman Avalancha (Avalanche en inglés), la Mole (Blob en inglés) y Mercurio. La Hermandad es dirigida por Mystique, pero bajo las órdenes de un poder superior que en el final de temporada de dos partes se revela su identidad como Magneto. En el final Cíclope descubre que su hermano menor Alex en realidad sobrevivió al accidente aéreo que mató a sus padres y está viviendo en Hawái, ambos son tomados por Magneto dentro de su "santuario" en el Asteroide M. Magneto captura a varios de los X-Men que fueron puestos a luchar contra La Hermandad y reúne a los miembros de La Hermandad que salieron vencedores en la prueba de fuerza para optimizar sus poderes y eliminar sus emociones. Cuando el plan de Magneto es frustrado, La Hermandad y los X-Men escapan dejando a Magneto, Mystique, y Dientes de Sable atrapados en el asteroide. Luego dos esferas de metal salen volando del asteroide momentos antes de que explote, finalmente el Asteroide M es destruido por Scott Summers y Alex Masters.

### Segunda temporada
La segunda temporada introduce varios mutantes nuevos, incluyendo a Bestia, que se presenta como el profesor de química y educación física en la escuela secundaria, posteriormente se convierte en un Hombre-X y un instructor más en el Instituto Xavier, también aparece una versión de los Nuevos Mutantes: Wolfsbane, Mancha Solar (Sunspot en inglés), Magma, Jubilee, Múltiple, Iceman (Hielo en Latinoamérica y Hombre de Hielo en España), Cannonball (Bola de Cañón en España y Bala de Cañón en Latinoamérica), Boom Boom, y Berzerker. A medida que la temporada avanza se descubre que los villanos que supuestamente habían muerto en el Asteroide M siguen vivos. Magneto continúa trabajando su propia agenda junto a Dientes de Sable (Sabretooth en inglés). Mystique reaparece en la Secundaria Bayville pero esta vez bajo la identidad de una estudiante proveniente de Inglaterra llamada Misty Wilde que se hace amiga de Rogue e irrumpe en la mansión para robar los archivos de la computadora Cerebro de Xavier. Utilizando los archivos, ella rescata a Wanda Maximoff / Scarlet Witch (la Bruja Escarlata en Latinoamérica y la Arpía Escarlata en España) hija de Magneto y hermana de Mercurio. La mutante mentalmente inestable se une a La Hermandad con el regreso de Mystique, lo que les permite derrotar a los X-Men en una batalla en el centro comercial de Bayville. Antes del final un capítulo crucial reveló al telépata Mesmero usando su poder de hipnosis para controlar mentalmente a cuatro de los X-Men y enviarlos a robar tres anillos que luego usaría en conjunto con un cetro formando una llave para abrir una de las tres puertas que desencadenaría a un poderoso mutante conocido como Apocalipsis.
En el final de temporada, Wolverine (Guepardo en Latinoamérica y Lobezno en España) es capturado por Bolivar Trask para ser usado como un sujeto de prueba para el arma anti-mutante, el Centinela (Sentinel en inglés). Mientras tanto Xavier somete a sus X-Men a un duro entrenamiento para enfrentarse a Magneto, pero como no pudieron resistir la intensidad del entrenamiento el Profesor X los critica y convoca a La Hermandad formando una alianza. Cíclope, furioso de tener que trabajar con sus viejos adversarios, se va del equipo. Más tarde se activa un protocolo de seguridad y la mansión se establece en Autodestrucción con Cíclope y varios de los estudiantes todavía dentro. Magneto, por su parte, recluta a Gambito (Gambit en inglés), Pyro y Colossus (Coloso en España) junto con Dientes de Sable como sus Acólitos para luchar contra el equipo integrado por los X-Men y La Hermandad. Mientras la batalla contra los Acólitos se lleva a cabo, Magneto continúa manipulando los eventos retirando a sus reclutas y dando rienda suelta al robot Centinela en la ciudad, obligando a los X-Men y La Hermandad a utilizar sus poderes en público. Wanda sigue el rastro de Magneto y lo ataca, mientras él está tratando de lidiar con el Centinela que lo tiene en la mira. A pesar de la intervención de Wanda, Magneto se las arregla para derribar al robot gigante pero al caer, este, aparentemente se estrella sobre él. Cuando los mutantes que no han sido capturados por el Centinela regresan a los restos de la mansión, Cíclope (Cyclops en inglés) y los estudiantes escapan de la explosión con heridas leves. Scott arroja a Xavier de su silla de ruedas y lo culpa por la explosión de la mansión. Sorpresivamente Xavier se levanta con calma, transformándose en Mystique.

### Tercera temporada
En las temporadas tres y cuatro, el programa notablemente comienza a tomar un tono mucho más serio. Después de la batalla con el robot Centinela, los mutantes ya no son un secreto y la reacción pública es de gran hostilidad. La serie es llevada hacia un conocimiento de los X-Men más tradicional, tratando con temas de prejuicio, concepción equivocada del público, y amenazas más grandes. Mientras transcurre la temporada, el verdadero Xavier es encontrado, los X-Men son admitidos de regreso en la Secundaria Bayville, Mystique (Mística en España) es derrotada y la mansión es reconstruida. Wanda continúa la búsqueda de Magneto, al descubrir que fue salvado por Mercurio en el último segundo, pero Magneto atrae a Wanda hacia su guarida, la captura y utiliza al mutante telepático Mastermind para modificar sus recuerdos de la infancia. Scott y Jean desarrollan una relación más fuerte y más romántica (sobre todo después de que Mystique secuestra a Scott en México), y Spyke (Espinas en Latinoamérica) abandona a los X-Men, cuando su capacidad mutante se vuelve incontrolable, decide vivir con los mutantes que habitan la alcantarilla conocidos como Los Morlocks.
Como parte del arco de la serie, Rogue (Pícara en España) pierde el control de sus poderes, y a causa de eso termina hospitalizada. Durante ese tiempo, se entera de que ella es de hecho la hija adoptiva de Mystique y por tanto la hermanastra mayor de Nightcrawler (Nocturno en Latinoamérica y Rondador Nocturno en España). Mystique, a través de las visiones de la mutante Destiny, predicen que el destino de Rogue y el de ella misma está en manos de un antiguo mutante que será liberado. Apocalipsis (Apocalypse en inglés) emerge en los capítulos finales de la temporada. Mesmero manipula a Magneto para abrir la segunda puerta y escapa, más adelante regresa e hipnotiza a Rogue, además consigue la ayuda de Mystique quien resulta ser la llave que abre la última puerta, convirtiéndose en piedra en el proceso. Por último Mesmero obliga a Rogue a aproximarse hacia la tumba donde yace Apocalipsis para despertarlo entregándole su energía y la de los mutantes que absorbió hace dos días. Ahora en libertad y completamente revitalizado, Apocalipsis derrota sin problemas a la fuerza combinada de los X-Men y Los Acólitos antes de escapar.

### Cuarta temporada
La temporada final contiene sólo nueve capítulos. En el estreno de la temporada, Magneto decide enfrentarse a Apocalipsis sin ayuda, pero Apocalipsis lo inmoviliza y aparentemente lo mata envolviéndolo en una explosión. Mientras tanto Nightcrawler busca la manera de sacar a Mystique de su estado de piedra y regresarla a la normalidad, pues a pesar de todo el dolor y las dificultades que les causó a él y a sus amigos, la sigue considerando como su madre. Nightcrawler le pide ayuda a Agatha Harkness, la mentora de Wanda, sin embargo Agatha trae a Rogue (Pícara en España) y le dice que con la ayuda de sus poderes, en teoría, puede regresar a Mystique a la normalidad, pero Rogue se niega a ayudarla y destruye el cuerpo petrificado de Mystique empujándola por el acantilado, dejando a Nightcrawler consternado. Por otra parte La Hermandad finge ser un grupo de superhéroes durante algunos días para beneficiarse de la fama que eso les trae, Wolverine se reencuentra con su clon, la adolescente X-23, Xavier viaja a Escocia para enfrentarse a Lucas la personalidad malvada de su hijo David, Spyke transformado en un mutante de aspecto acorazado y Los Morlocks suben a la superficie, Rogue tiene una peligrosa aventura con Gambito cuando este, la secuestra y la lleva a Luisiana para ayudarlo a rescatar a su padre, y Shadowcat (Sombra en Latinoamérica y Gata Sombra en España) conoce mediante sus sueños a una mutante fantasma que se encuentra atrapada en una cueva subterránea. El mutante Leech también es introducido como un niño.
En el final, Apocalipsis atrapa a Xavier y a Tormenta, transformándolos, junto a Magneto y Mystique, en sus Cuatro Jinetes. Apocalipsis instruye a sus jinetes para proteger sus tres domos (que en realidad son esferas semienterradas que encierran a las pirámides en su interior) y su 'base de operaciones' en la esfinge, desde la cual convertirá a toda la población mundial en mutantes. En la guerra definitiva, los jinetes son devueltos a la normalidad y Apocalipsis es enviado a través del tiempo. Rogue y Nightcrawler rechazan las excusas de su madre, Shadowcat y Avalancha se encuentran enamorados una vez más, Magneto se reúne con Scarlet Witch y Mercurio (Quicksilver en inglés), Tormenta y Spyke también se encuentran, y Xavier se ve reunido con sus estudiantes como los X-Men.

### Momentos finales
La serie termina con un discurso de Charles Xavier, que había alcanzado a vislumbrar el futuro mientras era controlado por Apocalipsis. La premonición de Xavier muestra los siguientes sucesos en el futuro:
- Continúa el sentimiento anti-mutante.
- Un Magneto reformado entrena a los Nuevos Mutantes, incluyendo a Jubilee y Wolfsbane quienes para ese entonces están de regreso.
- Jean se transforma en el Fénix. Si la serie hubiera continuado, la próxima temporada se habría centrado en la saga “Phoenix / Dark Phoenix”
- El futuro equipo de los X-Men estará formado por Cíclope, Nightcrawler, X-23, Iceman, Bestia, Shadowcat, Colossus, Rogue (con el poder de volar y sin sus guantes) y Tormenta. Los uniformes que usan los X-Men del futuro se parecen mucho a los uniformes oscuros vistos en el cómic Ultimate X-Men, así como los de las películas de imagen real.
- La Hermandad, incluyendo Scarlet Witch y Pyro, están de pie frente al símbolo de S.H.I.E.L.D.
- Una flota de Centinelas dirigida por Nimrod surcan los cielos.
- Tras la visión del profesor, la última escena muestra a los X-Men, los Nuevos Mutantes, Gambito y Colossus (para ese momento Ex Acólitos), Boom Boom, Havok, Ángel, X-23, y Spyke agrupados.

## Personajes
- Charles Xavier / Profesor X

Es el mentor telepático y financiero del equipo. Es muy similar a su contraparte del cómic, sólo que luce más casual. Al igual que el Profesor X del cómic, sigue siendo algo reservado, aunque sea por la protección de sus alumnos. En ocasiones Xavier visita a Juggernaut, que está en animación suspendida en una prisión de máxima seguridad.
- Logan / Wolverine (Guepardo en Hispanoamérica[16] y Lobezno en España)

Está desde el inicio de la serie y aunque es similar al Wolverine clásico en la mayoría de los aspectos, su tono de violencia ha sido muy atenuado, tiene un peinado ligeramente diferente, y está diseñado para tener un rol de modelo para los estudiantes siendo como un "tío brusco". Durante la serie, se revelan algunos secretos de su vida, por lo general acompañado de alguno de los X-Men más jóvenes como Nightcrawler a quien llama "Elfo" o "Duendecillo" (según el país en que se vea), Shadowcat o Rogue.
- Ororo Munroe / Tormenta (Storm en inglés)

Como su nombre clave indica, es capaz de aprovechar y manipular las fuerzas de la naturaleza. Tormenta puede convocar un rayo manifestando violentas tormentas eléctricas, puede provocar diluvios, cubrir con niebla su entorno para desorientar a sus oponentes, crear fuertes corrientes de viento huracanadas, ventiscas heladas y poderosos tornados, incluso es capaz de volar aprovechando el poder del viento y soporta todas las formas de precipitación que lleva. Ororo aparece desde el inicio de la serie, es instructora en el Instituto Xavier y tomó el liderazgo de los X-Men en algunos capítulos, ella es conocida por su personalidad tranquila y su forma elegante de ser, además fue adorada como una diosa en África debido a su capacidad de convocar las lluvias.
- Scott Summers / Cíclope (Cyclops en inglés)

Es un poco atenuado de su homólogo de los cómics; es menos rígido y posee un sentido del humor más abierto. Contrastando con muchas otras encarnaciones, Cíclope no es el miembro distante, solitario y dudoso de los X-Men, sino un guapo, joven y confiado líder de 18 años que emana autoridad natural, aunque todavía es algo introvertido. Mientras que los otros estudiantes tienden a mirarlo por arriba de sus hombros, su naturaleza competitiva y temperamento fuerte a veces se interponen en su camino. Cíclope se comporta como un líder muy responsable (a veces demasiado), es el más respetuoso de las reglas, el más servicial de los X-Men, y el menos propenso a mentir. Con el tiempo su cercanía con Jean Grey va creciendo más hasta que finalmente tiene un romance con ella.
- Jean Grey

Es la "Miss Popular" de los X-Men: una chica de 18 años inteligente, atlética, hermosa, muy querida, y la segunda al mando después de Cíclope. Sin embargo, es más insegura que su contraparte del cómic y posee una racha celosa cuando se trata de Scott Summers. A diferencia de muchos mutantes que comenzaron como marginados sociales y llegaron a encontrar sus horizontes expandidos a través de su asociación con el Instituto X, Jean comienza desde una posición alta de su estatus. Ella se enamora de Cíclope, pero no sabe cómo reaccionar o hablarle de sus sentimientos, durante el transcurso de la serie ellos eventualmente comienzan a ser más abiertos el uno con el otro.
- Kitty Pryde / Shadowcat (Sombra en Hispanoamérica[16] y Gata Sombra en España)

Posee la habilidad mutante de volverse cognitivamente intangible, ese estado o "fase" le permite pasar a través de objetos sólidos a voluntad, puede atravesar paredes, personas, y hasta causar desperfectos en dispositivos electrónicos al pasar a través de ellos. Tiene 15 años y fue la segunda miembro joven del equipo; sus habilidades culinarias son una constante fuente de desaliento entre los demás. Kitty llevó una vida muy protegida antes de unirse a los X-Men y al principio se mostraba temerosa de la apariencia demoníaca de Nightcrawler, pero desde entonces ha crecido como una chica mundana con una mente muy abierta, ella y Kurt Wagner eventualmente desarrollan una amistad muy cercana de hermano y hermana. Shadowcat empieza una relación con Avalancha de La Hermandad, a pesar de que pertenecen a equipos opuestos.
- Kurt Wagner / Nightcrawler (Nocturno en Hispanoamérica[16] y Rondador Nocturno en España)

Tiene 16 años, es el chico humorista del equipo. El Nightcrawler de Evolution es muy similar a su homólogo de los cómics y tiene una amistosa relación de hermano menor con Cíclope. Su poder es la teletransportación y posee grandes habilidades acrobáticas. Kurt es el hijo biológico de Mystique, pero fue criado por padres adoptivos en Alemania ya que cuando era un bebé Mystique lo dejó caer a una cascada accidentalmente al intentar huir de Magneto cruzando sobre un puente de madera, y cuando vio que su hijo había sido acogido por padres adoptivos, ella decidió dejarlo con ellos.
- Rogue (Pícara en España)

Es una chica gótica, solitaria y paranoica que habla con un fuerte acento sureño. Tiene 17 años, a menudo se muestra como una chica dura y rebelde, pero a medida que pasa el tiempo en la serie muestra poco a poco sus lados vulnerables como la gran angustia que siente con respecto a sus poderes, porque le impiden permanentemente tocar con seguridad a las personas (lo cual afecta sus relaciones bien sean amistosas o amorosas), y el deseo de querer tener una vida "normal" en algunas ocasiones. La serie no estableció un nombre de pila para Rogue, y no dio ninguna pista de ello después de su capítulo introductorio. La habilidad mutante de Rogue le permite extraer la energía y las características de sus oponentes (recuerdos, hábitos, patrones del habla, y los poderes en el caso de los mutantes) a través del contacto directo con la piel. Es incontrolable y posiblemente mortal, para controlar su poder ella evita tocar a las personas con sus manos desnudas usando todo el tiempo unos guantes. Rogue tuvo una cercanía con Scott debido a sus problemas en común con el control de sus poderes y desarrolla un amor por él, pero el amor de Scott por Jean y la timidez de Rogue impide cualquier desarrollo adicional de una relación. Tiempo después se hace amiga de Gambito.
- Hank McCoy / Bestia (Beast en inglés)

Aparece en la segunda temporada. Bestia es similar a su contraparte de los cómics en la mayoría de los aspectos, aunque en la versión de Evolution habla de manera más casual. Originalmente era el profesor de química y entrenador de educación física en la Secundaria Bayville, el profesor McCoy poseía un gen mutante de bestia en su interior que estuvo latente durante varios años pero había logrado controlarlo gracias a un suero que desarrolló, con el tiempo el suero se volvió inútil y trató de crear uno nuevo pero en lugar de reprimir su mutación la aceleró transformándolo completamente en una bestia. Este cambio lo obligó a retirarse de la escuela secundaria y unirse a los X-Men, donde podría seguir enseñando en el Instituto Xavier ya que McCoy conoció a Charles Xavier quien se le acercó para advertirle de su gen mutante hace años cuando era más joven. Sus habilidades son fuerza sobrehumana y agilidad animal, también cuenta con una inteligencia extrema, aunque su apariencia es la de un monstruo su carácter es afable. Bestia se negó a usar un holoproyector como el de Kurt para ocultarse entre la gente común.
- Evan Daniels / Spyke (Espinas en Hispanoamérica)[16]

Es el sobrino de Tormenta, tiene la capacidad de proyectar espinas deshuesadas de su piel. Con 14 años de edad era el miembro más joven del equipo después de Múltiple. Spyke prefería jugar al Basketball o practicar Skateboard antes que estudiar; tiene problemas con la autoridad, convirtiéndose en el "rebelde" principal del equipo. Spyke y Mercurio tenían una rivalidad constante desde la infancia que culminó cuando Pietro incriminó a Evan por robo. Más adelante en la serie, se une a Los Morlocks cuando pierde el control de sus poderes, pero reaparece como un protector de los mutantes.

## Reparto
| Personaje                       | Elenco original (EE. UU.) | Elenco de doblaje (España) | Elenco de doblaje (Latinoamérica) |
| ------------------------------- | ------------------------- | -------------------------- | --------------------------------- |
| Charles Xavier / Profesor X     | David Kaye                | Juan Fernández Mejías      | Luis Miguel Pérez                 |
| Logan / Wolverine               | Scott McNeil              | Luis Bajo                  | Óscar Zuloaga                     |
| Ororo Monroe / Tormenta         | Kirsten Williamson        | Carolina Montijano         | Maite Guedes (Temporadas 1-4)     |
| Ororo Monroe / Tormenta         | Kirsten Williamson        | Carolina Montijano         | — (Capítulo 18)                   |
| Scott Summers / Cíclope         | Kirby Morrow              | Iván Muelas                | Paul Gillman (Temporadas 1-3)     |
| Scott Summers / Cíclope         | Kirby Morrow              | Iván Muelas                | Rolman Bastidas (Temporada 4)     |
| Jean Grey                       | Venus Terzo               | Mercedes Cepeda            | Melanie Henríquez                 |
| Kurt Wagner / Nightcrawler      | Brad Swaile               | Juan Logar Jr.             | Ezequiel Serrano                  |
| Kitty Pryde / Shadowcat         | Maggie Blue O'Hara        | Pilar Aguado               | Anabela Silva                     |
| Rogue                           | Meghan Black              | Gloria Núñez               | Yensi Rivero                      |
| Evan Daniels / Spyke            | Neil Denis                | Jesús Pinillos             | Luis Carreño                      |
| Henry Phillip McCoy / Bestia    | Michael Kopsa             | —                          | Rubén León (Temporadas 2-4)       |
| Henry Phillip McCoy / Bestia    | Michael Kopsa             | —                          | Jesús Rondón (Capítulo 30)        |
| Raven Darkholme / Mystique      | Colleen Wheeler           | Licia Alonso               | Elena Díaz Toledo                 |
| Lance Alvers / Avalancha        | Christopher Grey          | Mario Arenas               | Gonzalo Fumero                    |
| Todd Tolansky / Sapo            | Noel Fisher               | Rafael Alonso Naranjo Jr.  | Johnny Torres                     |
| Pietro Maximoff / Mercurio      | Richard Ian Cox           | Ricardo Escobar            | José Méndez                       |
| Wanda Maximoff / Scarlet Witch  | Kelly Sheridan            | —                          | Rebeca Aponte                     |
| Erik Lehnsherr / Magneto        | Christopher Judge         | Juan Miguel Cuesta         | Frank Maneiro                     |
| Remy LeBeau / Gambito           | Alessandro Juliani        | —                          | Renzo Jiménez (Temporadas 3-4)    |
| Victor Creed / Dientes de Sable | Michael Donovan           | —                          | Juan Guzmán                       |
| John Allerdyce / Pyro           | Trevor Devall             | —                          | Walter Véliz (Temporadas 3-4)     |

## Música
X-Men: Evolution contó con varias canciones que fueron producidas exclusivamente para la serie:
- "Only a Girl (The Bayville Sirens' Theme)" en el episodio "Walk on the Wild Side".
- "T-O-A-D (Toad's Theme)" en el episodio "El Sapo, la Bruja y el Armario".
- "Who Am I Now? (Rogue's Theme)" en el episodio "Rogue Recruit".
- "Wolverine (Wolverine's Theme)" en un video promocional.
- "Evolution Theme (Theme Song)" en el inicio de la serie.

El tema y la calificación para X-Men Evolution fue compuesto y producido por William Kevin Anderson. Varios personajes tuvieron distintas pistas musicales, incluyendo Avalancha (heavy guitar riffs) y Tormenta (orchestra piece). Otros tuvieron efectos especiales de sonido. Estos incluyen a Jean Grey (light chime noise), Dientes de Sable (rugido de león), Rogue (también tiene un efecto especial único de blanco y negro), Magneto, Gambito, Shadowcat, y Nightcrawler. El tema de la canción principal fue grabado por William Anderson.